# مکوال کلان
مکوال کلان (به انگلیسی: Makwal Kalan) یک منطقهٔ مسکونی در پاکستان است که در ناحیه دیره غازی خان واقع شده‌است. مکوال کلان ۱۳۵ متر بالاتر از سطح دریا واقع شده‌است.